# Mladen Erjavec (košarkaš)
Mladen Erjavec (1970.) je bivši hrvatski košarkaš, danas košarkaški trener. Igrao je na mjestu beka razigravača. Visine je 190 cm. Igrao je u Euroligi sezone 1998./99. za hrvatski klub Zadar.
S Zadrom je osvojio Kup Krešimira Ćosića 2002./03. Igrao je i za KK Zagreb, HKK Široki i ciparski Keravnos iz Nikozije.
Bio je trener KK Zagreb, pomoćni trener hrvatske košarkaške reprezentacije do 20 godina i KK Split.